# Adolph Anton von Gemmingen
Adolph Anton Maria Weiprecht von Gemmingen (* 8. September 1886 in Leutershausen; † 5. Oktober 1963 in Heidelberg-Schlierbach) war Grundherr in Treschklingen, Hoffenheim und Fränkisch-Crumbach, außerdem großherzoglich-hessischer Hofjunker und später Landrat in Dieburg.

## Leben
Er war der Sohn des Gustav Weiprecht von Gemmingen (1849–1897) und der Gräfin Viktoria von Wiser (1854–1914), besuchte das Julianum in Würzburg und danach bis 1905 die Rheinische Ritterakademie. Sein Studium der Rechtswissenschaften absolvierte er in Göttingen, Straßburg, Gießen und Freiburg i.Ue., wo er Mitglied der Studentischen Vereinigung Die Rodensteiner wurde. Zudem war er seit dem Studium Mitglied der KStV Winfridia Göttingen im KV. Nach dem Ersten Staatsexamen zog er in den Ersten Weltkrieg, wo er in Russland zuletzt Leutnant beim 1. Hessischen Garde-Infanterie-Regiment war. 1919 trat er erneut in den hessischen Staatsdienst ein. Zuletzt war er von 1929 bis 1933 Kreisdirektor in Bingen und von 1945 bis 1946 von den Amerikanern eingesetzter Landrat in Dieburg.
Nach dem frühen Tod seines Vaters erbte er 1902 die Güter seines Großvaters Adolph von Gemmingen (1822–1902).
Adolph Anton von Gemmingen war ab 1918 verheiratet mit Maria Freiin von Nordeck zur Rabenau (1890–1988). Der Ehe entstammten die drei Kinder Annemarie (1921–?), Eugen Theodor Karl Friedrich Maria (1923–1997) und Gustav Weiprecht Maria (1925–2005).
Zu Ehren der bereits 1946 durch Adolph Freiherr von Gemmingen-Hornberg erfolgten Neugründung des Odenwaldklubs wurde ein Jahr nach seinem Tod, 1964, die von der OWK-Ortsgruppe Crumbach errichtete Schutzhütte am Fuße der Nonroder Höh' bei Crumbach Baronsruhe benannt.